# Primo prezzo
I prodotti primo prezzo raggruppano tutti i prodotti con il prezzo più basso esistente per ciascuna categoria di prodotti nell'assortimento di un supermercato.
Generalmente tali prodotti sono venduti con marchi di fantasia da parte delle catene di supermercati e generalmente sinonimo di prodotti non di marca, con contenuti di qualità essenziali. Tuttavia, in campo commerciale, nei rapporti Business to Business (B2B), primo prezzo ha anche la valenza di prezzo già scontato per acquisti di grandi quantitativi: quando un compratore professionale chiede il primo prezzo attende la migliore offerta possibile, che non sarà oggetto di ulteriore trattativa, ma semplicemente di accettazione o rifiuto.
Da non confondere con i prezzi civetta che sono prezzi artificialmente bassi su prodotti di marca o con i Private Label che sono invece i prodotti di marca propria della catena di supermercati, che offrono un rapporto qualità/prezzo generalmente elevato (dato il prezzo ridotto).